# Crveni golesak
Crveni golesak (rumena pušina, rumeni golesak, lat. Silene dioica), biljna vrsta dvosupnica iz porodice klinčićevki, raširena po čitavoj Europi (uključujući Hrvatsku) i dijelovima Azije, Australije, Sjeverne Amerike i Novog Zelanda. Crveni golesak pripada rodu pušina ili gušavica a kroz povijest poznat pod brojnim domćim nazivima: golesać, ušec, ušac, i drugi
To je višegodišnja listopadna zeljasta biljka koja naraste do 30cm visine. Odlikuje se ružičastim cvjetovima koji privlače različite kukce, uključujući i pčele, a pošto nije otrovna, bezopasna je za svu domaću stoku, pse, mačke i ptice.

## Podvrste
- Silene dioica subsp. dioica
- Silene dioica subsp. lapponica (Simm.) Tolm. & Kozh.